# Указ Вілле-Котре

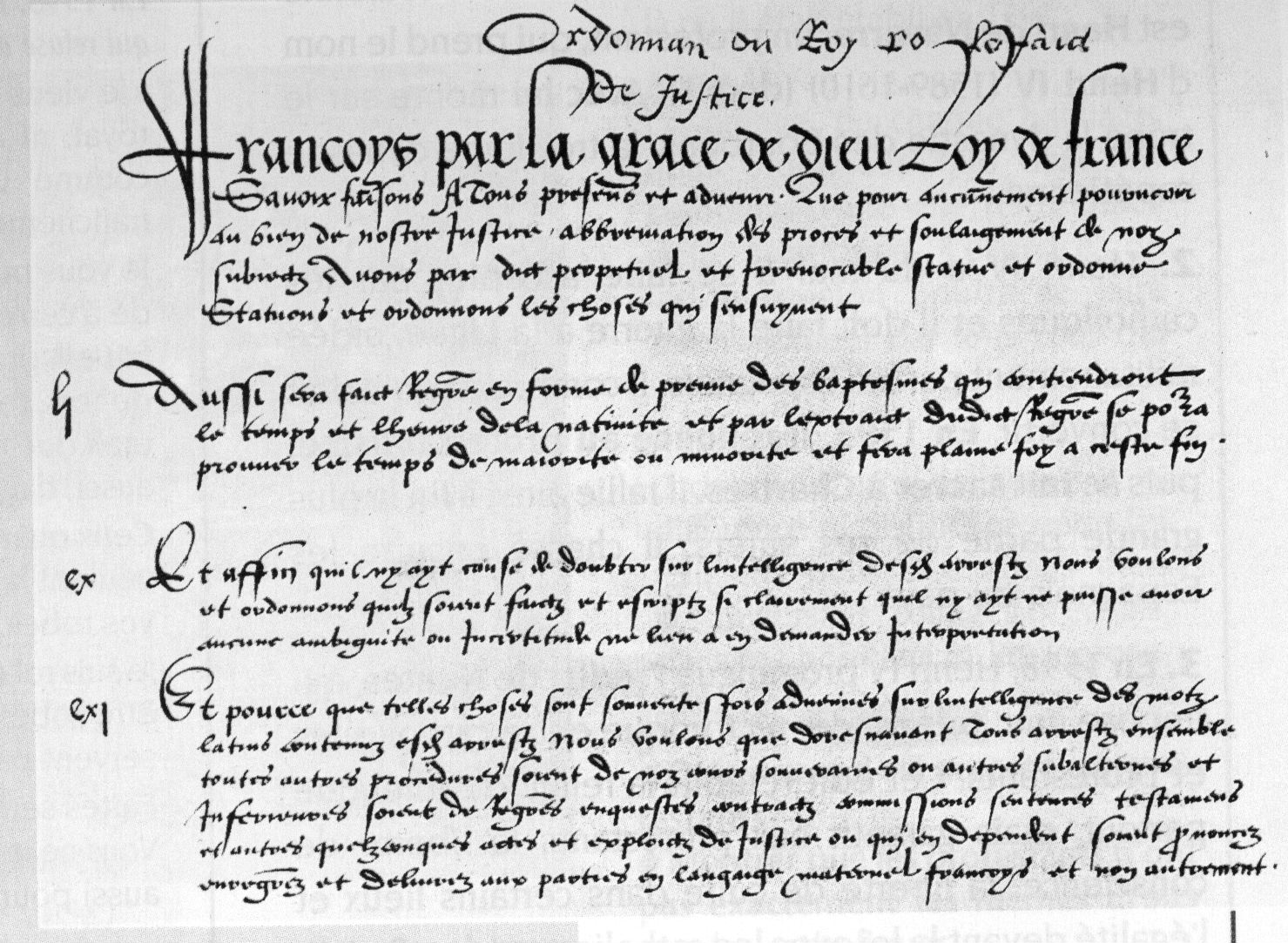
Перша сторінка указу із Вилле-Котре, 1539

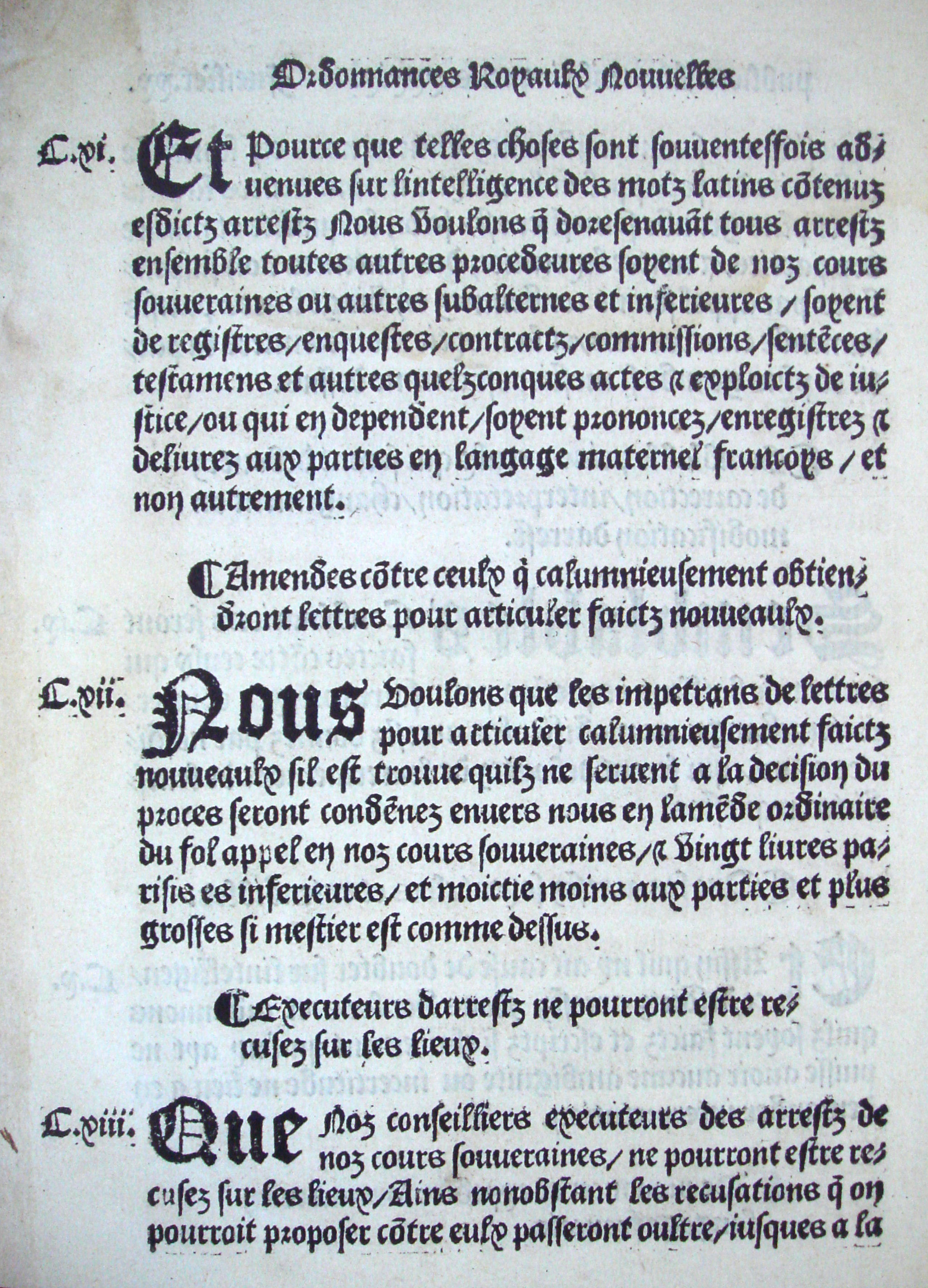
Друкований варіант указу із Вилле-Котре, серпень 1539, наказ до застосування французької мови в офіційних документах

Ука́з із Вілле́-Котре́ (фр. Ordonnance de Villers-Cotterêts) — правовий документ, що його підписав король Франції Франциск І у серпні 1539 року, в місті Вілле-Котре (сьогодні в складі департаменту Ена).
Укладений канцлером Гійомом Пуайє, цей документ з 192 статтями  запроваджував ряд реформ у церковній, урядовій і судовій сферах. Але головним чином цей указ увійшов в історію як перший, що запровадив зверхність і винятковість французької мови в юридичних і адміністративних документах. Статті 110 і 111 зобов'язують складати всі урядові й правові акти, послуговуючись винятково французькою мовою, що фактично набула офіційного статусу, заступивши цим місце латинської та інших мов Франції у цій сфері вжитку.
Стаття 110. Que les arretz soient clers et entendibles
Et afin qu'il n'y ayt cause de doubter sur l'intelligence desdictz arretz. Nous voulons et ordonnons qu'ilz soient faictz et escriptz si clerement qu'il n'y ayt ne puisse avoir aulcune ambiguite ou incertitude, ne lieu a en demander interpretacion.
Сучасною мовою: Que les arrêts soient clairs et compréhensibles, et afin qu'il n'y ait pas de raison de douter sur le sens de ces arrêts, nous voulons et ordonnons qu'ils soient faits et écrits si clairement qu'il ne puisse y avoir aucune ambiguïté ou incertitude, ni de raison d'en demander une explication.
(Переклад. Щоб вироки були виразні й зрозумілі, і щоб не малося приводу для сумнівів щодо сенсу тих вироків, ми воліємо й наказуємо складати й писати їх так ясно, аби в них не малося жодної двозначності чи невиразності, ані підстав запитувати тлумачення).
Стаття 111. De prononcer et expedier tous actes en langaige françoys
Et pour ce que telles choses sont souventesfoys advenues sur l'intelligence des motz latins contenuz es dictz arretz. Nous voulons que doresenavant tous arretz ensemble toutes aultres procedeures, soient de nous cours souveraines ou aultres subalternes et inferieures, soient de registres, enquestes, contractz, commisions, sentences, testamens et aultres quelzconques actes et exploictz de justice ou qui en dependent, soient prononcez, enregistrez et delivrez aux parties en langage maternel francoys et non aultrement. 
Сучасною мовою: De dire et faire tous les actes en langue française
Et parce que de telles choses sont arrivées très souvent, à propos de la [mauvaise] compréhension des mots latins utilisés dans les arrêts, nous voulons que dorénavant tous les arrêts et autres procédures, que ce soit de nos cours souveraines ou autres, subalternes et inférieures, ou que ce soit sur les registres, enquêtes, contrats, commissions, sentences, testaments et tous les autres actes et exploits de justice ou de droit, que tous ces actes soient dits, écrits et donnés aux parties en langue maternelle française, et pas autrement.
(Переклад. Оголошувати й складати всі акти французькою мовою
А оскільки вельми часто надходило про такі речі, щодо тлумачення вжитих у вироках слів латинських, ми воліємо, щоб відтепер усі постанови та інше судочинство, чи то нашого високого суду, чи інших, підпорядкованих і нижчіх; чи то реєстри, дізнання, договори, доручення, вироки, заповіти й інші юридичні й правові акти й дії виголошувались, писались і надавались сторонам рідною французькою мовою і жодною іншою).
Головна мета цих статей — припинити вжиток латинської мови в офіційних документах (проте латиною послуговувалися й надалі в церковних реєстрах деяких регіонів королівства), але ордонанс уплинув також і на застосування інших численних мов і діалектів, що ними розмовляли в багатьох регіонах Франції.
Інші статті документа зобов'зували священиків вести реєстри хрещень, із зазначенням дати й часу народження, щоб мати можливість визначити вік особи, її повноліття. Засвідчувати ці реєстри мали нотаріуси.
Указ заборонив ремісничі й торговельні об'єднання, щоб покласти край страйкам.
Документ у цілому давав поштовх до уніфікації та централізації держави, а застосування французької мови визначило крок уперед до лінгвістичної та ідеологічної єдності Франції.

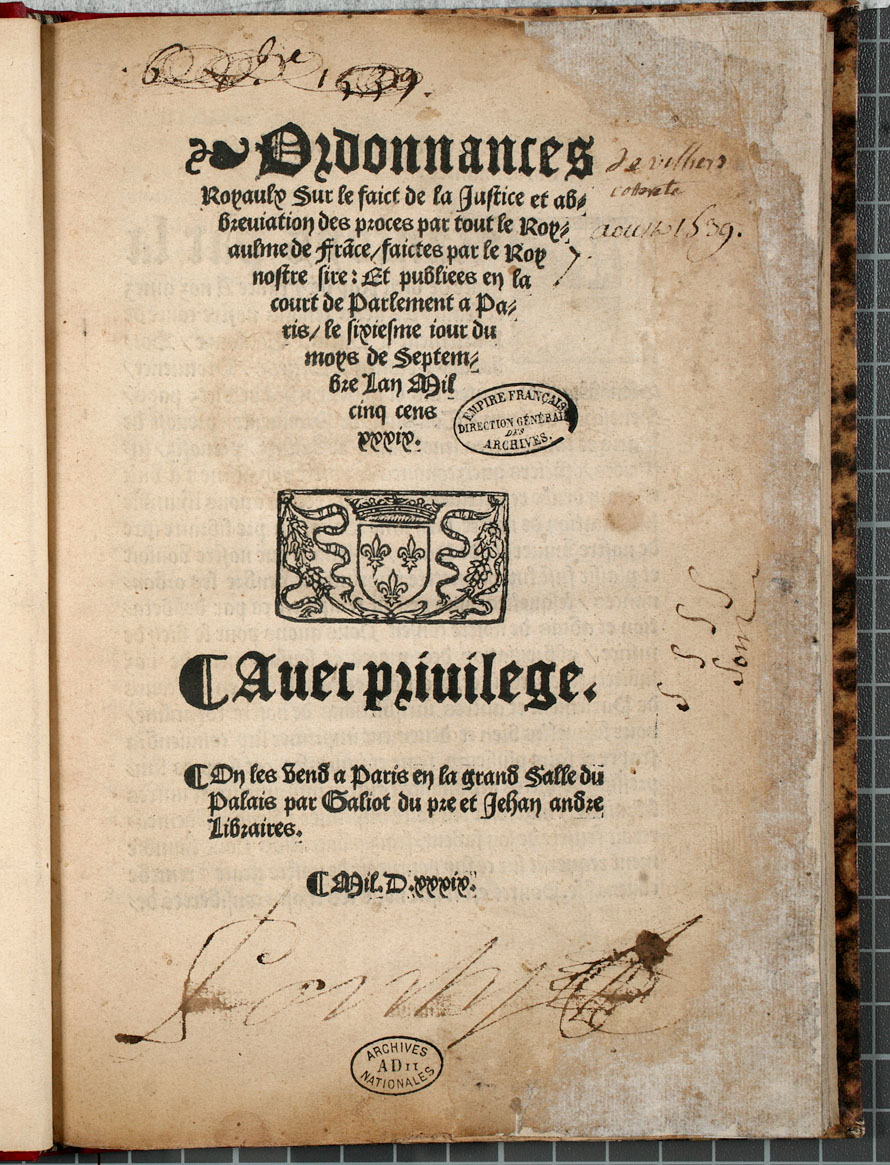
Указ із Вілле-Котре